# Магнолія великоквіткова
Маґнолія великоцвіта (Magnolia grandiflora L.) — вид квіткових рослин родини маґнолієві (Magnoliaceae).

## Опис
Дерево 6-8 м заввишки. Листки на зиму опадають, дуже щільні, шкірясті, великі (10-20 см завдовжки), знизу іржаво-опушені, з прилистками. Цвіте у травні-червні. Рослина вважається однією з найдавніших на планеті, що відокремилася від основної лінії квіткових рослин до того, як вона розділилася на групи дводольних і однодольних.

### Квітка
Квітки великі, кремово-білі, оцвітина 10-20 см у діамерті, проста, з 9 білих або блідо-рожевих листочків, що розташовані у три кола. Тичинки й маточки у великій невизначеній кількості розташовані на опуклому, конічному квітколожі по спіралі. Зав'язь — верхня.

### Плід
Плід — багатолистянка. Зовні плід нагадує шишку голонасінних. Він складається з багатьох листянок, що геміциклічно розміщуються на квітколожі. Окремі плодики розкриваються по черевному шві — місцю зростання країв плодолистків. У кожній листянці розвиваються одна-дві насінини, що прикріплюються по краю черевного шва. Зріле насіння яскраво-червоного кольору. Після дозрівання плоди розкриваються і насінини звисають на довгих ниточках-виростах шва.

## Поширення
У природі рослина трапляється на південному сході США від штату Меріленд до Флориди на захід до Техасу та Оклахоми. Дерево полюбляє вологі місцини, росте на болотах, берегах річок та ставків.

## Практичне використання
Вирощується в декоративних цілях у парках і садах у різних куточках Землі. Існує багато культурних сортів цього виду.

## Галерея

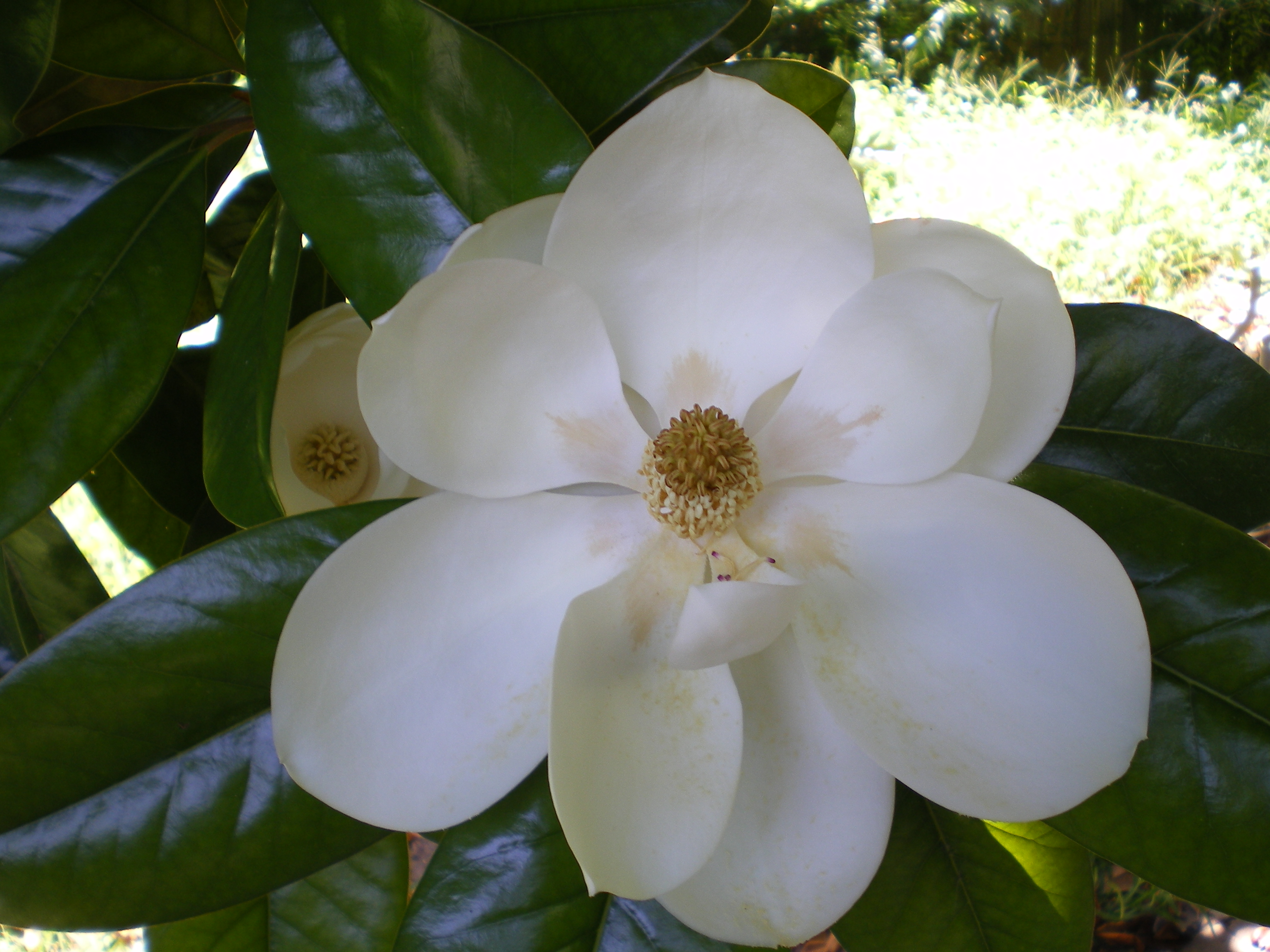
Квіти
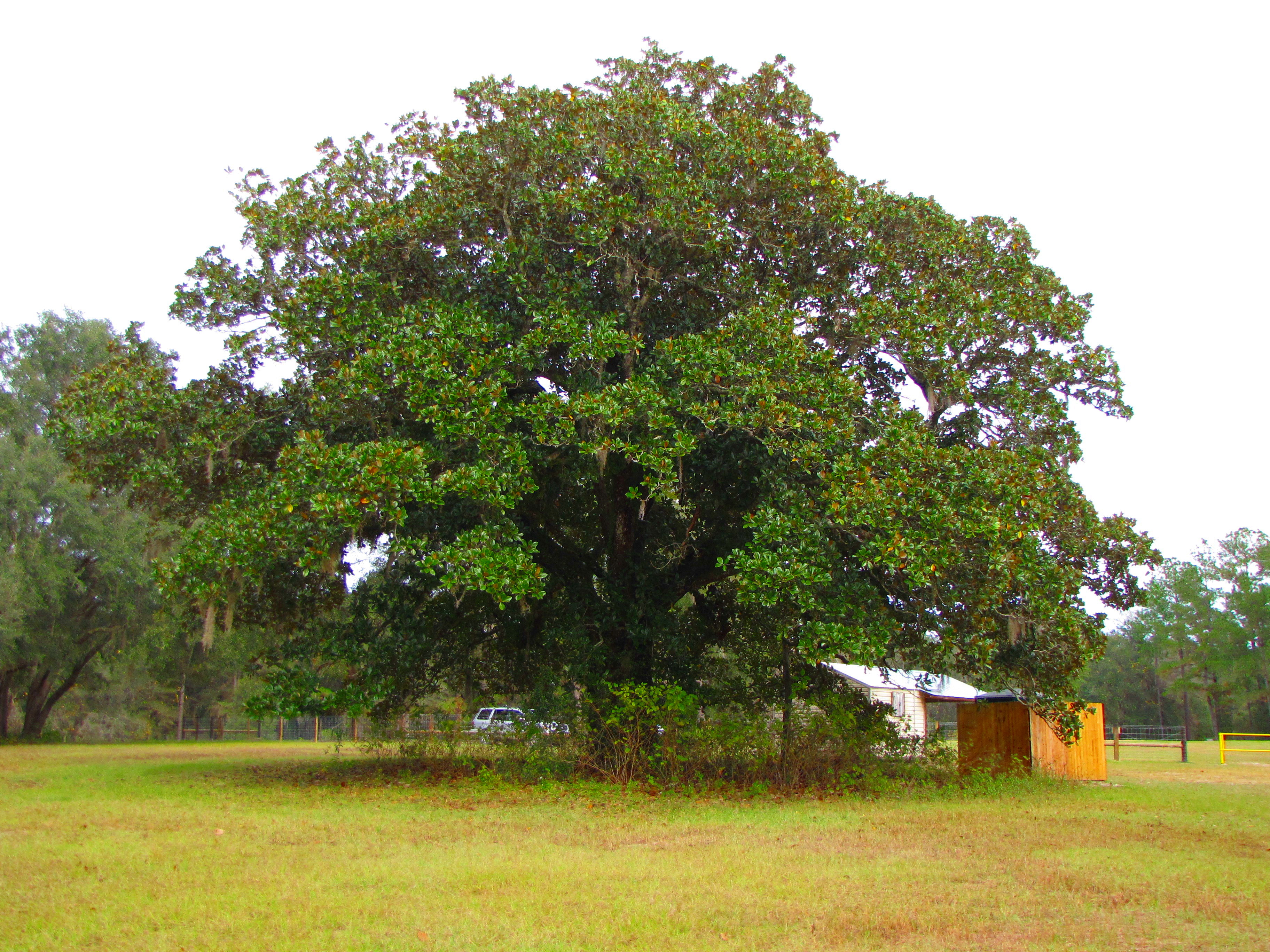
Доросле дерево
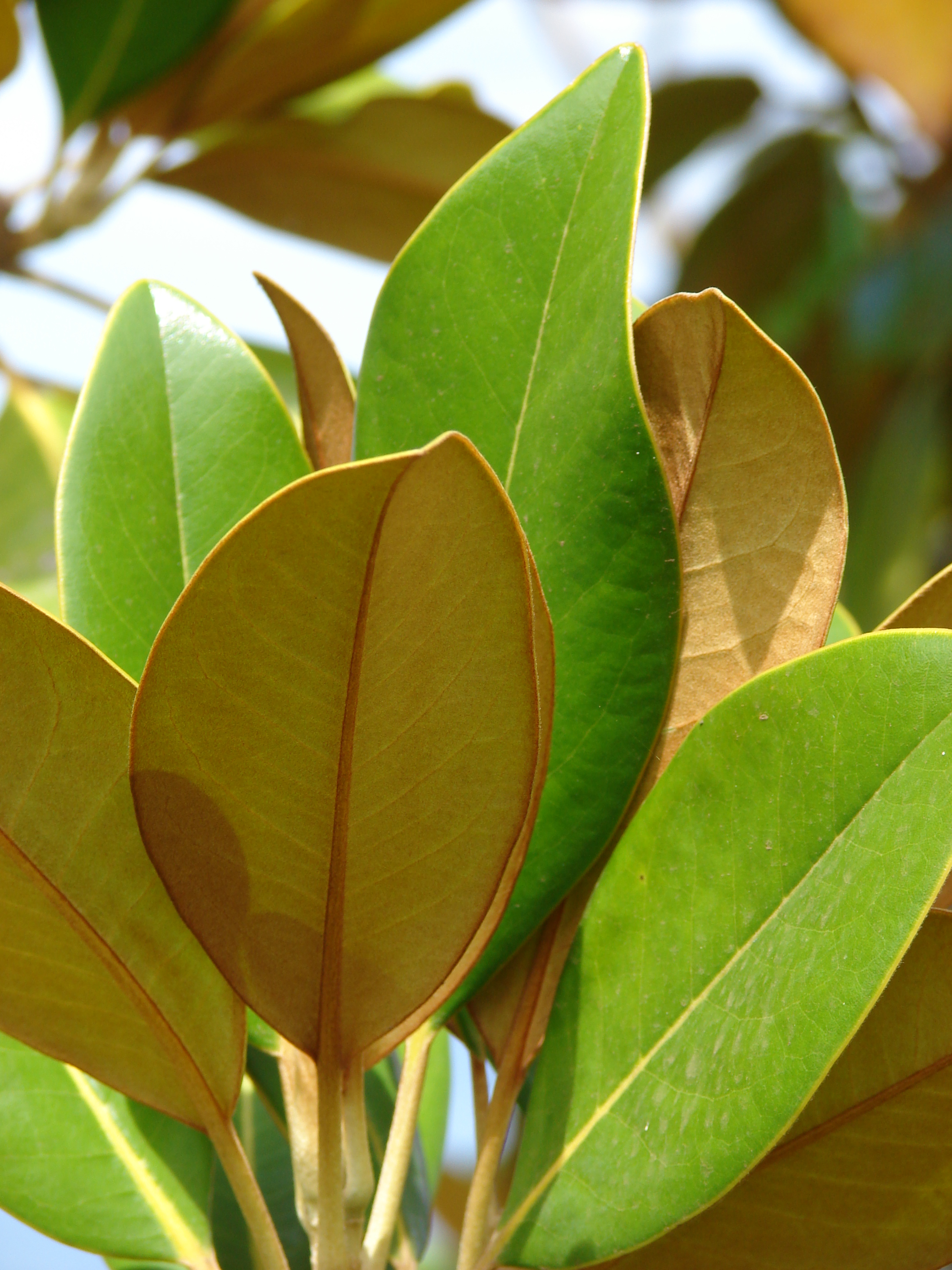
Листя
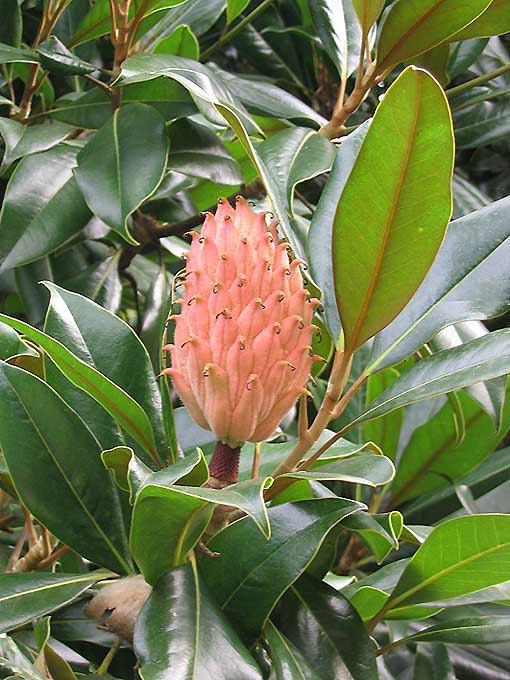
Плід
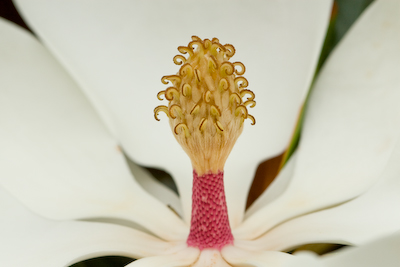
Деталі квітки
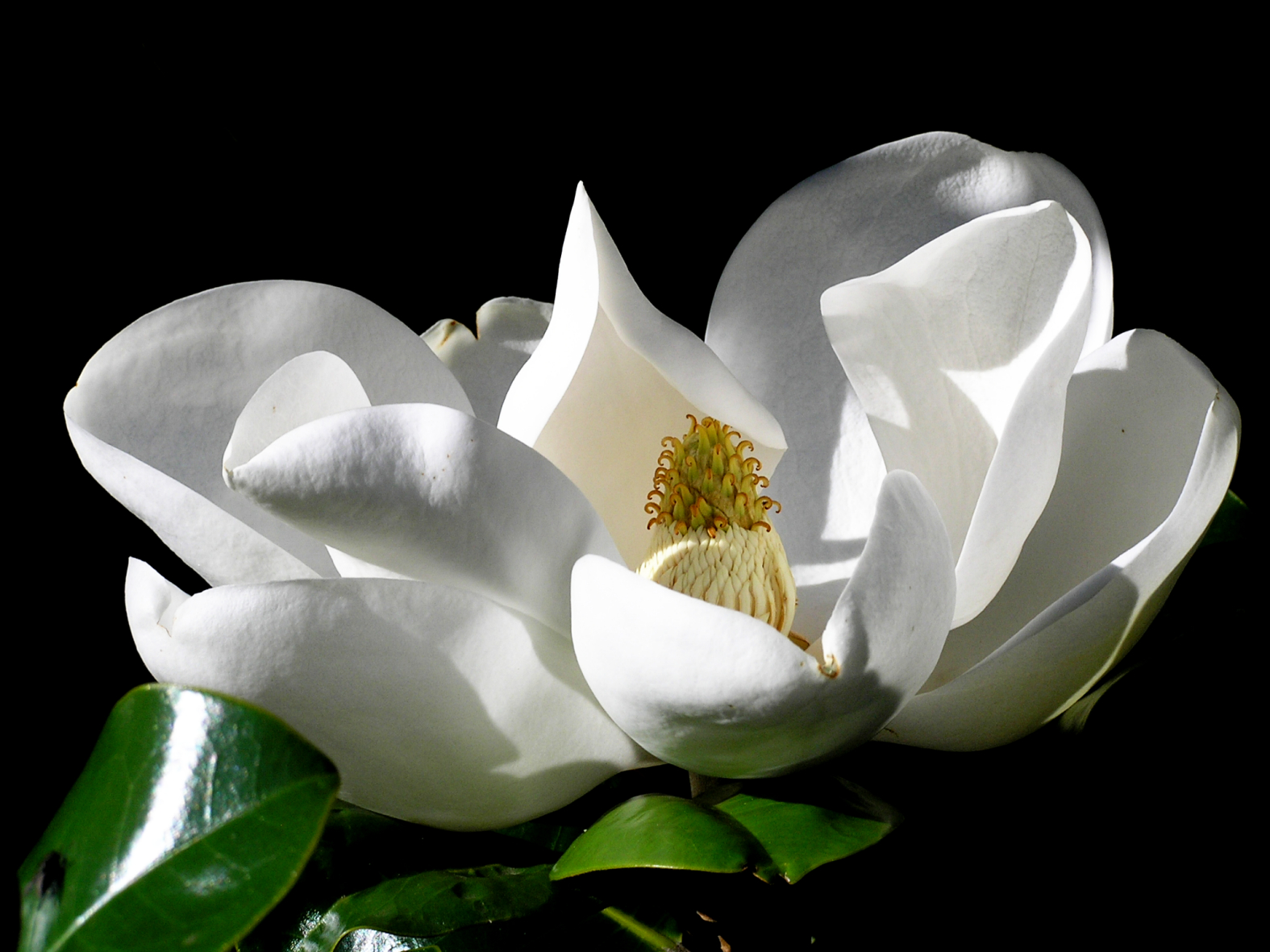
Сорт «Голіаф»